# Eustomias braueri
Eustomias braueri és una espècie de peix de la família dels estòmids i de l'ordre dels estomiformes.

## Morfologia
- Els mascles poden assolir 13,5 cm de longitud total.[3][4]

## Hàbitat
És un peix marí i d'aigües tropicals que viu fins als 1.400 m de fondària.

## Distribució geogràfica
Es troba davant les costes de Gibraltar, l'Atlàntic occidental (incloent-hi les Petites Antilles i Brasil), l'Índic i el Pacífic.